# Viktor Mamatov
Viktor Fëdorovič Mamatov (in russo Виктор Фёдорович Маматов?; Belovo, 21 luglio 1937 – 27 ottobre 2023) è stato un biatleta sovietico.

## Palmarès

### Olimpiadi invernali
- Oro a Grenoble 1968 nella staffetta 4x7,5 km.
- Oro a Sapporo 1972 nella staffetta 4x7,5 km.

### Mondiali
- Oro a Altenberg 1967 nei 20 km individuali.
- Oro a Zakopane 1969 nella staffetta 4x7,5 km.
- Oro a Östersund 1970 nella staffetta 4x7,5 km.
- Oro a Hämeenlinna 1971 nella staffetta 4x7,5 km.
- Argento a Altenberg 1967 nella staffetta 4x7,5 km.
- Argento a Östersund 1970 nei 20 km individuali.